# Publius Villius Tappulus
Publius Villius Tappulus was een Romeins politicus in de 2e eeuw v.Chr.
Hij was consul in 199 v.Chr., nam het voeren van de oorlog tegen Macedonië op zich, waarin hij uit Epirus zocht binnen te dringen in 198 v.Chr., doch werd door koning Philippus V van Macedonië daarin verhinderd. Hij werd opgevolgd door Titus Quinctius Flamininus.
In 192 v.Chr. werd aan Villius een zending naar Antiochus III de Grote van Syrië opgedragen. Op zijn reis daarheen had hij te Ephese verscheiden bijeenkomsten met Hannibal Barkas, die zich toen daar ophield.

## Referentie
- art. Villii (1), in F. Lübker - trad. ed. J.D. Van Hoëvell, Classisch Woordenboek van Kunsten en Wetenschappen, Rotterdam, 1857, p. 1020.